# Pietro Lombardi (chanteur)
Pietro Lombardi, né le 9 juin 1992 à Karlsruhe, est un chanteur allemand.

## Biographie
Après avoir quitté l'école sans diplôme, il a un job à 400 euros dans un atelier travaillant pour Swarovski.
À 18 ans, il est candidat pour la huitième saison de Deutschland sucht den SuperStar du 8 janvier 2011 au 7 mai 2011 qu'il remporte après être classé premier ou deuxième à la fin de chaque émission. La finale l'oppose à Sarah Engels qu'il rencontre lors de l'émission ; elle est alors sa petite amie, la production les fait apparaître dans les tenues d'une cérémonie de mariage. Ils se marient en 2013, donnent naissance à un fils le 19 juin 2015 puis se séparent en octobre 2016.
Le single Call My Name qui sort aussitôt, composé par Dieter Bohlen pour le vainqueur, se vend à 300 000 exemplaires et est numéro un des ventes en Allemagne, en Autriche et en Suisse, de même que l'album Jackpot publié le 27 mai 2011.
Le premier single de Sarah Engels, I Miss You, sorti le 17 juin 2011, est un duo avec Pietro Lombardi, il se classe deuxième. Le 11 novembre paraît Goin’ to L.A, premier single du deuxième album Pietro Style le 2 décembre, produit par Dieter Bohlen. Le single et l'album ne sont pas classés dans le top 10.
Son troisième album se fait en duo avec Sarah Engels, Dream Team sort le 22 mars 2013. Il n'est pas produit par Bohlen. Le single qui donne son titre à l'album est sorti une semaine avant. En novembre 2013, ils sont les héros du reality-show Der VIP-Bus – Promis auf Pauschalreise qui les suit dans une tournée en Italie. Lombardi et Engels sont présents dans la tournée Toggo à travers l'Allemagne de mai à fin août 2014. En mars 2015, ils font l'objet d'un nouveau reality-show Sarah & Pietro … bauen ein Haus puis en juin 2015 Sarah und Pietro … bekommen ihr Baby et au printemps 2016 Sarah & Pietro mit dem Wohnmobil durch Italien. Après la séparation du couple, RTL II en novembre 2016 diffuse un documentaire Sarah & Pietro - Die ganze Wahrheit qui montre une rétrospective de la relation et explique le fond de la séparation.
De 2019 à 2020, il fait partie du membre du jury de l'émission musicale Deutschland sucht den SuperStar aux côtés du musicien allemand Dieter Bohlen, du chanteur allemand Xavier Naidoo et de la danseuse roumano-allemande Oana Nechiti.

## Discographie
Albums
- 2011 : Jackpot
- 2011 : Pietro Style
- 2013 : Dream Team
- 2016 : Teil von mir

Singles
- 2011 : Call My Name
- 2011 : Que sera, sera
- 2011 : Down
- 2011 : I Miss You
- 2011 : Goin’ to L. A.
- 2011 : It’s Christmas Time
- 2013 : Dream Team
- 2015 : Nimmerland
- 2016 : Nur mit dir
- 2017 : Mein Herz
- 2017 : Señorita (featuring avec Kay One)

## Animation
- 2011 : Deutschland sucht den SuperStar : Candidat
- 2019-2020 : Deutschland sucht den SuperStar (16e et 17e saison) : Juge

## Source de la traduction
- (de) Cet article est partiellement ou en totalité issu de l’article de Wikipédia en allemand intitulé « Pietro Lombardi (Sänger) » (voir la liste des auteurs).